# Wojciech Karolak
Wojciech Krzysztof Karolak (ur. 28 maja 1939 w Warszawie, zm. 23 czerwca 2021) – polski muzyk jazzowy, pianista, kompozytor, saksofonista altowy i tenorowy, aranżer, wirtuoz organów Hammonda.

## Życiorys
Urodził się w Warszawie, w rodzinie Jerzego Karolaka, profesora Akademii Sztuk Pięknych, i Marii z domu Kotschy-Orwid, córki aktora Józefa Orwida.
Kariera muzyczna Wojciecha Karolaka zaczęła się w 1958, kiedy nawiązał współpracę z zespołem Jazz Believers, jako saksofonista. W zespole tym występowali także Jan Ptaszyn Wróblewski oraz Krzysztof Komeda. W latach 1959–1960 grał na saksofonie w grupie The Wreckers pod kierownictwem Andrzeja Trzaskowskiego.
W 1961 poświęcił się grze na fortepianie w zespole Andrzeja Kurylewicza. Współpracował także ze Swingtetem Jerzego Matuszkiewicza. Był też aranżerem i kompozytorem Studia M-2 i Big Bandem Polskiego Radia. W 1962 założył The Karolak Trio (wspólnie z Andrzejem Dąbrowskim) i wydał pierwszą autorską płytę.
Od 1963 współpracował z Janem „Ptaszynem” Wróblewskim w zespole Polish Jazz Quartet. W 1964, jako jego pianista wystąpił w odcinku specjalnym niemieckiego programu telewizyjnego Jazz – gehört und gesehen (program pt. Jazz in Poland w reż. Janusza Majewskiego prezentował dokonania najważniejszych wykonawców krajowej sceny jazzowej). W 1966 wyjechał do Szwecji, gdzie dorabiał, grając w klubach i restauracjach. W 1973 stał się właścicielem organów Hammonda-B3. W latach 1973–1978 współpracował z Janem „Ptaszynem” Wróblewskim w zespole Mainstream. Zimą 1976 roku wziął udział w warsztatach jazzowych „Radost ’76” w Mąchocicach k. Kielc, co zostało uwiecznione w filmie dokumentalnym pt. Gramy Standard w reż. Andrzeja Wasylewskiego.
W latach 80. XX wieku razem z Tomaszem Szukalskim i Czesławem Bartkowskim stworzył formację Time Killers. Wspólnie nagrali album, który został uznany (w ankiecie krytyków „Jazz Forum”) za najlepszą płytę jazzową dekady. Przez wiele lat współpracował z Januszem Muniakiem, czego efektem była m.in. płyta Spotkanie. W 1988 Karolak brał udział w nagraniu płyty Obywatela GC Tak! Tak!, grał tam na organach Hammonda. Od lat 90. XX wieku współpracował regularnie z Jarosławem Śmietaną, z którym nagrał kilka albumów. Udzielał się także w projektach jazzowych Piotra Barona i Zbigniewa Lewandowskiego, w projekcie gospel Magdy Piskorczyk W hołdzie Mahalii Jackson, a także występował jako członek zespołu Guitar Workshop Leszka Cichońskiego.
Eksperymentował również jako kompozytor muzyki filmowej. Jednym z obrazów, do którego pisał muzykę, była Konopielka w reżyserii Witolda Leszczyńskiego, do której napisał m.in. bardzo charakterystyczny motyw, oddający specyfikę barokowej, polifonicznej muzyki organowej. Pisał też muzykę do tekstów żony. W 2007 roku pojawił się w filmie Ryś w roli Boogiewoogiewicza.
Jego żoną była Maria Alicja Czubaszek.
Zmarł 23 czerwca 2021, pochowany 2 lipca 2021 na cmentarzu Wojskowym na Powązkach (kwatera Q KOL 7-2-3).

## Dyskografia
- Polish Jazz Quartet (1965, PN Muza XL 0246)
- Urbaniak’s Orchestra – z Michałem Urbaniakiem, Urszulą Dudziak i Andrzejem Dąbrowskim (1968)
- Podróż na południe – z Michałem Urbaniakiem i Czesławem Bartkowskim (1973)
- Easy! (1975, Polskie Nagrania Muza – SX 1069)
- Time Killers (1985, Helicon HR 1012)
- Spotkanie Janusz Muniak, Wojciech Karolak, Kazimierz Jonkisz (1999, Cracovia Music Productions Records – CMPR 0002 CD)
- Tribute to Eric Clapton
  - organy Hammond B3 w utworach Layla, Tears in Heaven, Ain’t That Loving You, To nic złego (Polton, 1995)
- Obywatel G.C.
  - Tak! Tak! (PN Muza, 1988)
- Nick Cave i przyjaciele
  - W moich ramionach (Luna, 2002)
- Dżem
  - Pamięci Pawła Bergera (Pomaton EMI, 2007)
- Piątek wieczorem – ze Sławkiem Wierzcholskim (Polskie Radio, 2004) – złota płyta[9]
- Jarek Śmietana & Wojtek Karolak – What’s Going On? (2007)[10] (JSR, 2006)

## Kompozycje

### Filmografia
- 1981: Filip z konopi – muzyka, dyrygent
- 1981: Konopielka – muzyka
- 1983: Bardzo spokojna wieś – muzyka
- 1983: Szczęśliwy brzeg – muzyka, wykonanie muzyki
- 1984: Miłość z listy przebojów – muzyka, dyrygent (muzyka ilustracyjna)
- 1985: Przyłbice i kaptury – muzyka, wykonanie muzyki
- 1991: Niech żyje miłość – wykonanie muzyki

### Spektakle teatralne
- Dekameron – muzyka
- musical Drakula (libretto Ryszard Marek Groński, Antoni Marianowicz)
- Ubu król – muzyka

### Piosenki
- „Ballada o spełnionych dniach” (sł. M. Czubaszek)
- „Była sobie para” (sł. J. Kleyny, M. Czubaszek)
- „Każdy as bierze raz” (sł. M. Czubaszek)
- „Krótki metraż” (sł. M. Czubaszek)
- „Lubię nas” (sł. A. Osiecka)
- „Miłość jest jak niedziela” (sł. M. Czubaszek)
- „Nie mów mi prawdy, kochanie” (sł. A. Kreczmar)
- „Wyszłam za mąż – zaraz wracam” (sł. M. Czubaszek)

## Utwory instrumentalne
- „Easy” – temat jazzowy
- „Good Times, Bad Times” – temat jazzowy
- „Moovin’ South” – temat jazzowy
- „Od początku przez środek do końca” – suita
- „Seven For Five” – temat jazzowy
- „Uwertura makabryczna”

## Ordery i odznaczenia
- Krzyż Kawalerski Orderu Odrodzenia Polski (2003)[11]
- Srebrny Medal „Zasłużony Kulturze Gloria Artis” (2007)[12]

## Nagrody i wyróżnienia
- 2007 – nominacja do nagrody im. Mateusza Święcickiego za całokształt twórczości
- 2010 – nagroda Złoty Fryderyk za całokształt osiągnięć artystycznych
- 2016 – Polska Nagroda Filmowa Orzeł za muzykę do filmu Excentrycy, czyli po słonecznej stronie ulicy
- 2019 – Nagroda Specjalna i członkostwo honorowe ZAiKS-u[13]

## Galeria

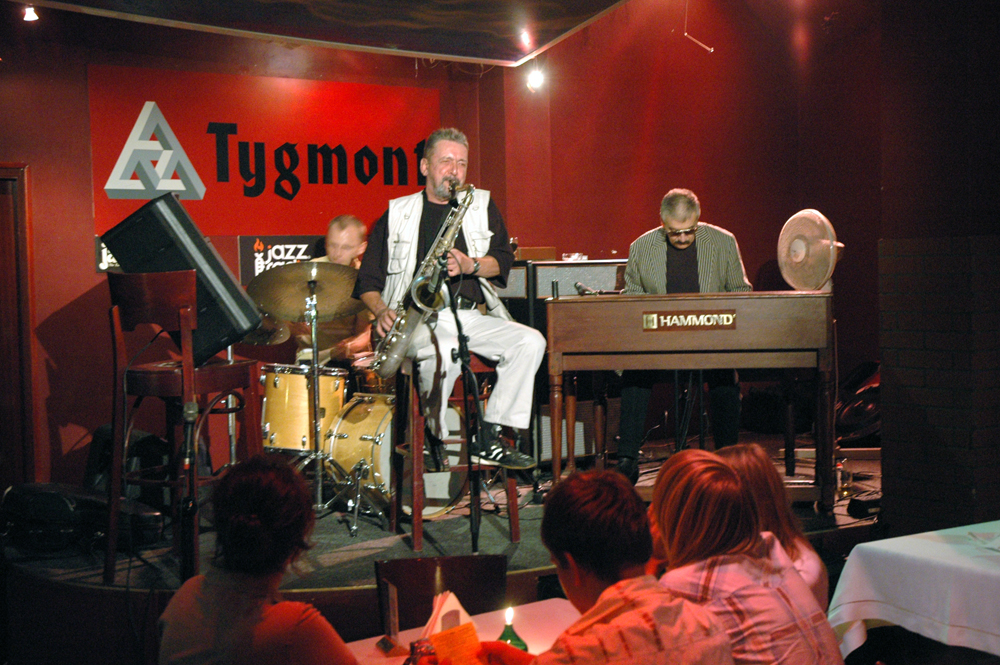
Sierpień 2006 - klub Tygmont w Warszawie, na saksofonie Tomasz Szukalski.
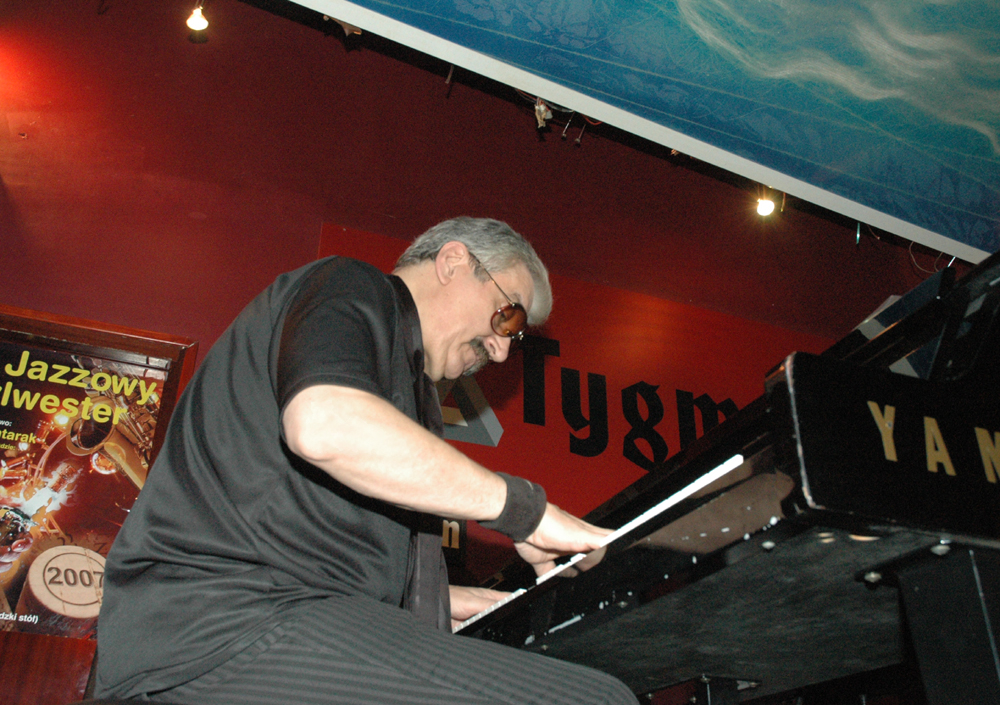
W.Karolak na fortepianie - grudzień 2006.
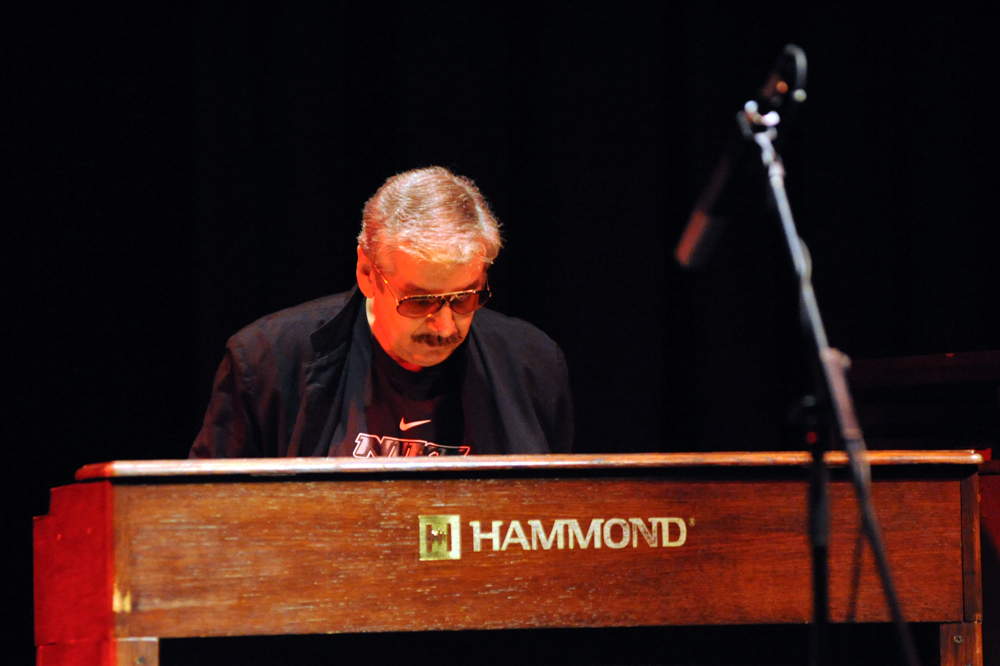
Koncert dla Tomasza Szukalskiego, listopad 2010 w Warszawie.
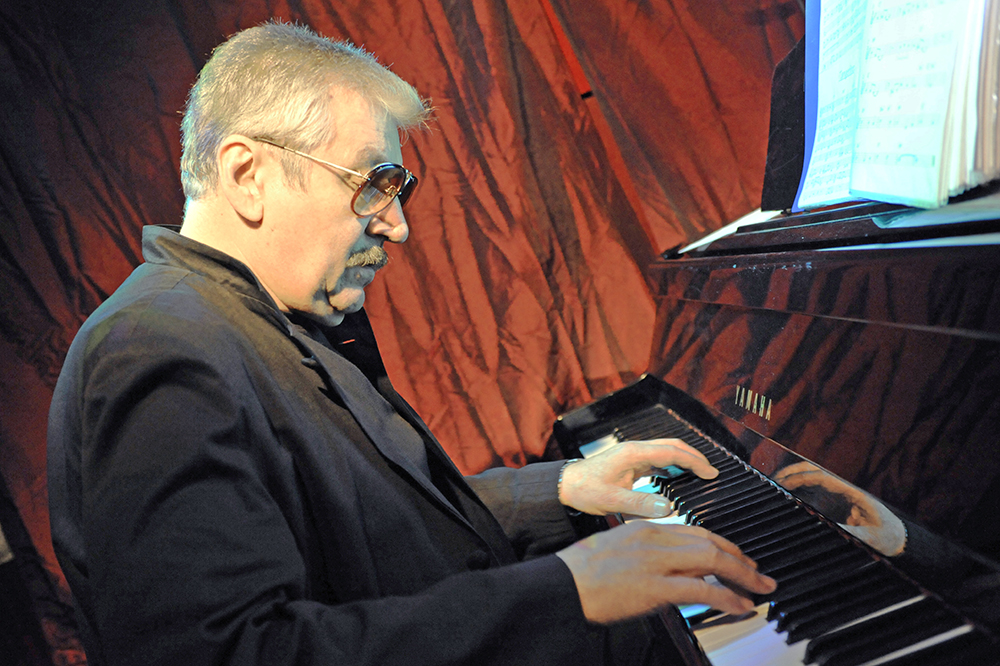
Jam na urodziny klubu Tygmont - styczeń 2011.
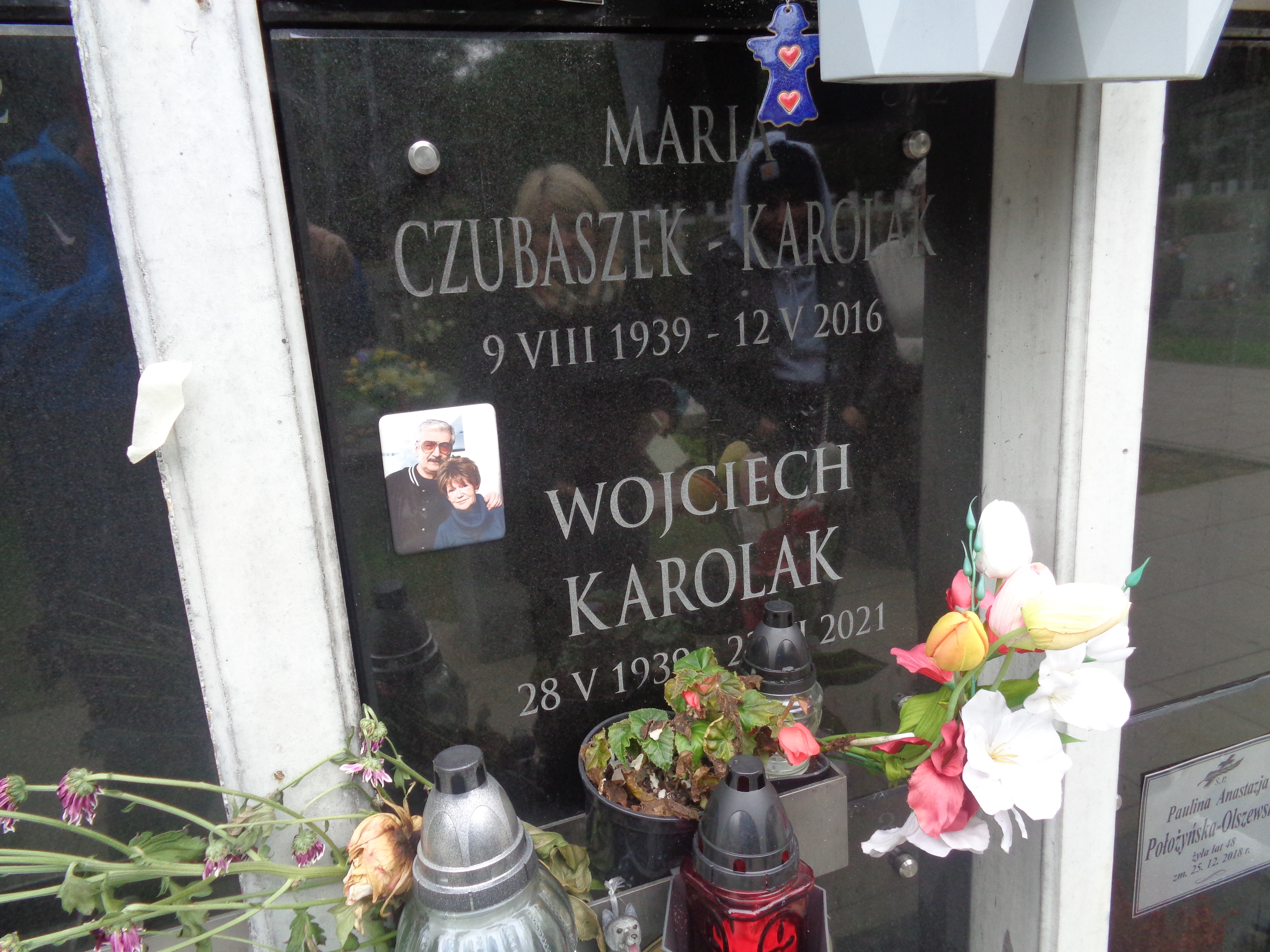
Grób Wojciecha Karolaka i Marii Czubaszek-Karolak na cmentarzu Wojskowym na Powązkach w Warszawie